# Rougeotiana xanthoperas
Rougeotiana xanthoperas är en fjärilsart som beskrevs av George Francis Hampson 1926. Rougeotiana xanthoperas ingår i släktet Rougeotiana och familjen nattflyn. Inga underarter finns listade.